# Tranquillity
Tranquillity es un lugar designado por el censo ubicado en el condado de Fresno en el estado estadounidense de California. En el año 2000 tenía una población de 813 habitantes y una densidad poblacional de 508 personas por km².

## Geografía
Tranquillity se encuentra ubicado en las coordenadas 36°38′N 120°15′O / 36.633, -120.250. Según la Oficina del Censo, la ciudad tiene un área total de 1,6 km² (0,6 mi²), de la cual 1,6 km² (0,6 mi²) es tierra y 0 km² (0 mi²) (0%) es agua.

## Demografía
Según la Oficina del Censo en 2000 los ingresos medios por hogar en la localidad eran de $42,857, y los ingresos medios por familia eran $60,208. Los hombres tenían unos ingresos medios de $29,250 frente a los $17,222 para las mujeres. La renta per cápita para la localidad era de $13,128. Alrededor del 7.9% de la población estaban por debajo del umbral de pobreza.